# Elymnias harterti
Elymnias harterti är en fjärilsart som beskrevs av Eduard Honrath 1889. Elymnias harterti ingår i släktet Elymnias och familjen praktfjärilar. Inga underarter finns listade i Catalogue of Life.